# Ernest Mühlen
 (janvier 2021).
Pour l’article homonyme, voir Mühlen.
Ernest Mühlen, né le 8 juin 1926 à Ettelbruck (Luxembourg) et mort le 19 mars 2014, est un économiste, journaliste et homme politique luxembourgeois, membre du Parti populaire chrétien-social (CSV).

## Biographie
- 1952 : Docteur en sciences économiques de la faculté de droit de Paris
- 1952-1973 : Administrateur principal de la Haute Autorité et de la Commission européenne
- 1973-1979 : Journaliste économique et financier
- 1979-1982 : Secrétaire d'État aux Finances
- 1982-1984 : Ministre de l'Agriculture et ministre-délégué au Trésor
- 1984-1989 : Député au Parlement européen
- 1989-1991 : Député au Parlement luxembourgeois (Groupe PPE-DE)
- 1991-1991 : Représentant du Grand-Duché de Luxembourg au Conseil d'administration de la Banque européenne pour la reconstruction et le développement (BERD) à Londres
- Ernest Muhlen est membre de la Section des Sciences morales et politiques de l'Institut Grand-Ducal.

Alors qu'il passe ses vacances à l'étranger, Ernest Mühlen meurt à l'âge de 87 ans.

## Décorations
- Grand-croix de l'ordre de Mérite du Grand-Duché de Luxembourg
- Commandeur de l'ordre du Mérite de la République fédérale d'Allemagne
- Commandeur de l'ordre de Léopold
- Grand-croix de l'ordre d'Orange-Nassau
- Médaille en or du Mérite européen

## Publications
- Le marché financier luxembourgeois face à la conversion industrielle, Imprimerie Bruck, Luxembourg, 1963
- Monnaie et circuits financiers au Grand-Duché de Luxembourg, Université Internationale de Sciences Comparées, Luxembourg, 1968
- Les Marchés Européens des Capitaux, Université Internationale de Sciences Comparées, Luxembourg, 1970
- Possibilités et limites d'une politique des revenus au Grand-Duché de Luxembourg, Publications de l'Institut Grand-Ducal, Section des Sciences morales et politiques, Vol. I, 1970, SS. 35-49
- Zukunftsmodelle: Konsumgesellschaft am Scheideweg, Luxemburger Marienkalender, 1973, SS. 48-54
- avec Pierre Werner: Les finances communales, Cahiers économiques, n. 4, Banque internationale à Luxembourg, Luxembourg, pp. 1–29, 1975
- Politique de structure et aménagement du territoire, Université Internationale de Sciences Comparées, Luxembourg, 1971
- avec François Biltgen, La loi du 6 décembre 1991 sur le secteur des assurances: consolidation et perspectives de la place des assurances et réassurances, Collection Réalités et Perspectives, n°3-1992, Banque générale du Luxembourg, Luxembourg, 59 p.